# Pristomerus giraulti
Pristomerus giraulti är en stekelart som beskrevs av Townes, Townes och Gupta 1961. Pristomerus giraulti ingår i släktet Pristomerus och familjen brokparasitsteklar. Inga underarter finns listade i Catalogue of Life.